# El Cabrito
El Cabrito es una localidad del municipio de Huimanguillo ubicado en la subregión de la Chontalpa del estado mexicano de Tabasco.

## Geografía
La localidad de El Cabrito se sitúa en las coordenadas geográficas 17°55′57″N 93°44′03″O / 17.932500, -93.734167, a una elevación de 1 metro sobre el nivel del mar.

## Demografía
Según el Conteo de Población y Vivienda 2020, efectuado por el Instituto Nacional de Estadística y Geografía, la localidad de El Cabrito tiene 131 habitantes, de los cuales 66 son del sexo masculino y 65 del sexo femenino. Su tasa de fecundidad es de 3.41 hijos por mujer y tiene 31 viviendas particulares habitadas.
| Gráfica de evolución demográfica de El Cabrito entre 1980 y 2020 |
|                                                                  |
| INEGI.                                                           |